# 光叶紫柄蕨
光叶紫柄蕨（学名：Pseudophegopteris pyrrhorachis var. glabrata）为金星蕨科紫柄蕨属下的一个变种。